# Martisberg
Martisberg est une localité et une ancienne commune suisse du canton du Valais, située dans le demi-district de Rarogne oriental.

## Géographie
La localité se situe sur le versant nord de la vallée du Rhône, à 3 km de la gare de Brigue, sur une bande étroite au-dessus du défilé de Deisch (de) jusqu'à la chaîne de l'Eggishorn, entre les ravines du Laxgraben à l'est et le couloir de Wurzenbord à l'ouest.

## Toponymie
Le nom de la commune se compose du nom de personne Martin et du substantif Berg, qui désigne une montagne mais aussi tout endroit au pente.
Sa première occurrence écrite date de 1311, sous la forme de martisperg.

## Population et société

### Surnom
Les habitants de la localité sont surnommés die Kriecher, au sens d'obséquieux.

### Démographie
L'ancienne commune comptait 90 habitants en 1850, 86 en 1900, 66 en 1950 et 27 en 2000.

## Histoire
Le 1er janvier 2014, elle a fusionné avec sa voisine de Betten pour former la nouvelle commune de Bettmeralp.

## Héraldique
| Blason | Blasonnement : « D'or au manteau de saint Martin de gueules jeté sur une épée d'azur garnie de sable, versée et posée en barre, le tout accompagné en pointe d'un mont à trois coupeaux de sinople. » |

Les armoiries communales valaisannes sont soumises à l'approbation du Conseil d'État.